# Mézières-sous-Lavardin
Mézières-sous-Lavardin là một xã trong tỉnh Sarthe trong vùng Pays-de-la-Loire ở tây bắc nước Pháp. Xã này có diện tích 15,3 km2, dân số năm 2006 là 560 người